# The Jackson 5
A The Jackson 5, később The Jacksons amerikai együttes volt, 1964 és 1989 közt állt fent.
1963-tól a Jackson család több tehetségkutatón vett részt, így próbáltak betörni a zenei életbe. 1964-ben The Jackson Brothers néven alapította az együttest a Jackson család hat fiúgyermeke közül az első három, Jackie, Tito és Jermaine. Menedzserük az apjuk, Joseph Jackson volt. 1966-ban lépett be a következő két testvér, Marlon és Michael, ekkor változtatták a nevet The Jackson 5-ra. 
Elsőként a Steeltown Records szerződtette 1968-ban, így megjelenhetett első daluk a Big Boy.
Diana Ross ajánlására 1969-ben szerződtek le a Tamla Motown kiadóhoz, ugyanebben az évben jelent meg bemutatkozó albumuk, a Diana Ross Presents The Jackson Five, amely meghozta a világhírt számukra. Diana Ross koncertjén előzenekarként szórakoztatták a közönséget.
Az együttesben Tito szólógitáron, Randy billentyűs és ütőhangszereken, Jermaine pedig basszusgitáron játszott.
1975-ben az együttes átszerződött az Epic Records kiadóhoz, The Jacksons néven. Jermaine kilépett az együttesből, mert a Motownnál maradt, ahol elvette a kiadóvezető Berry Gordy lányát. Helyére a legkisebb fiútestvér, Randy Jackson csatlakozott. 1984-ben megjelent Victory című albumuk, ennek a felvételeire Jermaine visszatért az együtteshez, Michael pedig, aki ekkorra már szupersztár lett és inkább saját szólókarrierjével foglalkozott, kevesebbet szerepelt testvéreivel. Az ezt követő években a csapat feloszlott, a testvérek saját karrierbe kezdtek. 1989-ben készült el utolsó albumuk, 2300 Jackson Street címmel.
A The Jackson 5 öt nagylemeze, valamint 15 kislemeze vezette a Billboard listáját. 1997-ben a rock and roll halhatatlanjai közé választották őket.
Az együttes hihetetlen népszerűségre tett szert, megdöntötték a The Beatles több rekordját is. Gyakran léptek fel Elvis Presley-vel, angliai koncertjeik alkalmával pedig előzenekaruk az akkor még ismeretlen Elton John volt.

## Tagok
| Tag neve         | Aktív évek                                 | Hangszerek                                                               | Megjegyzés                                              |
| ---------------- | ------------------------------------------ | ------------------------------------------------------------------------ | ------------------------------------------------------- |
| Jackie Jackson   | 1961–1990, 2001, 2009–napjainkig           | Vokál                                                                    |                                                         |
| Tito Jackson     | 1961–1990, 2001, 2009–2024                 | Vezető gitár vokál                                                       | Elhunyt 2024. szeptember 15-én                          |
| Jermaine Jackson | 1961–1975 1984–1990, 2001, 2009–napjainkig | Basszusgitár Társ-vezető gitár, 1964–1975, vezető gitár, 1984–napjainkig |                                                         |
| Marlon Jackson   | 1963–1985, 2001, 2009–napjainkig           | Vokál                                                                    |                                                         |
| Michael Jackson  | 1963–1984, 2001                            | Vezető vokál, 1964–1984                                                  | Elhunyt 2009. június 25-én                              |
| Randy Jackson    | 1975–1990, 2001                            | Ütős hangszerek Billentyűs hangszerek Vokál                              | A "The Jacksons" nevű zenekarhoz csatlakozott 1975-ben. |

## Diszkográfia

### Stúdióalbumok
| Motown-kiadványok (a The Jackson 5 néven) - Diana Ross Presents The Jackson 5 (1969) - ABC (1970) - Third Album (1970) - The Jackson 5 Christmas Album (1970) - Maybe Tomorrow (1971) - Goin' Back to Indiana (1971) - Greatest Hits (The Jackson 5-album) (late 1971) - Lookin' Through the Windows (1972) - Skywriter (1973) - G.I.T.: Get It Together (1973) - Dancing Machine (1974) - Moving Violation (1975) - Anthology (1975) | CBS-kiadványok (a The Jacksons néven) - The Jacksons (1976) - Goin' Places (1977) - Destiny (1978) - Triumph (1980) - Victory (1984) - 2300 Jackson Street (1989) |